# Пранді (природний заповідник)
Природний заповідник Пра́нді (ест. Prandi looduskaitseala) — природоохоронна територія в Естонії, у самоврядуваннях Ярва та Пайде повіту Ярвамаа.

## Основні дані
KKR-код: KLO1000326
Загальна площа — 875,9 га, зокрема площа водойм — 13,3 га.
Заповідник утворений 26 січня 1981 року.

## Розташування
Природоохоронний об'єкт розташовується на землях, що належать селам Койґі, Пранді, Вескіару, Нурмсі, Сейнапалу.
Через заповідник тече річка Пранді.
Територія заповідника збігається з природною областю Пранді (Prandi loodusala), що включена до Європейської екологічної мережі Natura 2000.

## Мета створення
Метою створення заповідника є збереження 10 типів природних оселищ:
| Код   | Тип оселища                                                                                               | Площа, га |
| ----- | --- | --------- |
| 3140  | Оліго-мезотрофні водойми з твердою (жорсткою) водою і бентосною рослинністю Chara spp.                    | 1         |
| 3260  | Водотоки від рівнинних до монтанних поясів з рослинністю Ranunculion fluitantis та Callitricho-Batrachion | 6         |
| 6450  | Північні бореальні заплавні луки                                                                          | 4         |
| 6510  | Низинні викошувані луки (Alopecurus pratensis, Sanguisorba officinalis)                                   | 5         |
| 7140  | Перехідні трясовини та сплавини                                                                           | 42        |
| 7220* | Жорстководні (твердоводні) джерела на травертинах з утворенням туфу та з угрупованнями Cratoneurion       | 0         |
| 7230  | Лужні низинні болота                                                                                      | 4         |
| 9010* | Західна тайга                                                                                             | 142       |
| 9050  | Феноскандійські ліси з Picea abies і багатим трав'яним покривом                                           | 10        |
| 9080* | Феноскандійські листопадні заболочені ліси                                                                | 584       |

У заповіднику охороняється вид риб бабець європейський (Cottus gobio), III категорія (Закон Естонії про охорону природи). Територія заповідника є місцем проживання видів птахів, згаданих у Додатку I Директиви 79/409/ЄЕС: підорлика малого (Aquila pomarina) та глушця (Tetrao urogallus), які також належать відповідно до I та II охоронних категорій Естонії.

## Зони заповідника
Зони природного заповідника утворені 26 травня 2006 року.
| Назва     | Назва          | Тип                   | Площа, га | Категорія МСОП | Координати                                                            |
| --------- | -------------- | --------------------- | --------- | -------------- | --------------------------------------------------------------------- |
| Пранді    | Prandi skv.    | зона цільової охорони | 692,4     | IV             | 58°49′42″ пн. ш. 25°39′15″ сх. д. / 58.82833° пн. ш. 25.65417° сх. д. |
| Сейнапалу | Seinapalu skv. | зона цільової охорони | 116,3     | IV             | 58°50′2″ пн. ш. 25°37′7″ сх. д. / 58.83389° пн. ш. 25.61861° сх. д.   |
| Таккамяе  | Takkamäe skv.  | зона цільової охорони | 20,9      | Ib             | 58°49′27″ пн. ш. 25°35′54″ сх. д. / 58.82417° пн. ш. 25.59833° сх. д. |
| Тігазе    | Tihase skv.    | зона цільової охорони | 46,4      | IV             | 58°50′2″ пн. ш. 25°37′24″ сх. д. / 58.83389° пн. ш. 25.62333° сх. д.  |